# Kărpacevo, Loveci
Kărpacevo (în bulgară Кърпачево) este un sat în comuna Letnița, regiunea Loveci,  Bulgaria. 

## Demografie
Componența etnică a satului Kărpacevo
     Bulgari (97,47%)
     Nicio identificare (2,52%)
     Altele (0%)
La recensământul din 2011, populația satului Kărpacevo era de 119 locuitori. Din punct de vedere etnic, majoritatea locuitorilor (97,47%) erau bulgari. Pentru 2,52% din locuitori nu este cunoscută apartenența etnică.